# Pseudagrion dundoense
Pseudagrion dundoense är en trollsländeart som beskrevs av Cynthia Longfield 1959. Pseudagrion dundoense ingår i släktet Pseudagrion och familjen dammflicksländor. IUCN kategoriserar arten globalt som otillräckligt studerad. Inga underarter finns listade i Catalogue of Life.